# Ferdinando Salvatore Dino
Ferdinando Salvatore Dino (Torre Annunziata, 28 febbraio 1811 – Portici, 4 settembre 1891) è stato un politico italiano.

## Biografia
Fu deputato del Regno d'Italia nel 1861, primo eletto nel 1842 e sindaco di Torre Annunziata nel 1847 e sottintendente del distretto di Castellammare di Stabia nel 1848. Di nuovo sindaco nel 1867 dal 1º maggio 1867 al 20 novembre 1867.
Era figlio del sindaco di Torre Annunziata Nicolantonio Salvatore Dino (sindaco dal 1835 al 1837) e padre del matematico Nicola Salvatore Dino.